# 多尔唐
多尔唐（法語：Dortan，法語發音：[dɔʁtɑ̃]）是法国安省的一个市镇，位于该省东北部，和汝拉省接壤，属于楠蒂阿区。

## 地理
多尔唐（46°19'8"N, 5°39'33"E）面积18.11 平方千米，位于法国奥弗涅-罗讷-阿尔卑斯大区安省，该省份为法国东部省份，北起汝拉省，西北接索恩-卢瓦尔省，西接罗讷省和里昂大都会，南至伊泽尔省，东与萨瓦省、上萨瓦省和瑞士接壤。
与多尔唐接壤的市镇（或旧市镇、城区）包括：阿尔邦、奥约纳、萨莫尼亚、尚西亚、孔德、拉旺西亚-埃佩尔西、维里、图瓦雷特-夸西亚。

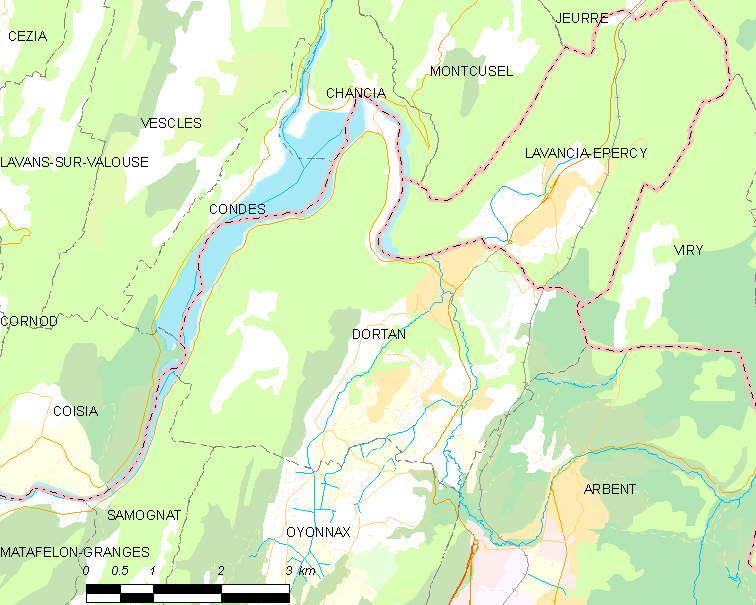
多尔唐的OSM定位图

多尔唐的时区为UTC+01:00、UTC+02:00（夏令时）。

## 行政
多尔唐的邮政编码为01590，INSEE市镇编码为01148。

## 政治
多尔唐所属的省级选区为蓬丹县。

## 人口

1962-2008年间多尔唐人口变化图示

多尔唐于2022年1月1日时的人口数量为2013人。